# Castianeira antinorii
Castianeira antinorii là một loài nhện trong họ Corinnidae.
Loài này thuộc chi Castianeira. Castianeira antinorii được miêu tả năm 1880 bởi Pavesi.